# Epitranus subplanus
Epitranus subplanus is een vliesvleugelig insect uit de familie bronswespen (Chalcididae). De wetenschappelijke naam is voor het eerst geldig gepubliceerd in 1982 door Boucek.